# Publio Cornelio Lentulo Marcellino (questore 75 a.C.)
Publio Cornelio Lentulo Marcellino (in latino Publius Cornelius Lentulus Marcellinus; fl. I secolo a.C.) è stato un militare e politico romano.

## Biografia

### Origini familiari
Marcellino era probabilmente figlio dell'omonimo Publio Cornelio Lentulo Marcellino e di Cornelia, figlia di Publio Cornelio Scipione Nasica Serapione, e quindi fratello di Gneo Cornelio Lentulo Marcellino, console del 56 a.C.

### Vita politica
Tra il 75 e il 74 a.C., con la carica di questore, fu mandato in nord Africa per organizzare la nuova provincia di Cirenaica, ma non come governatore ufficiale.